# Бартоло (Порторико)
Бартоло (шп. Bartolo) град је у америчкој острвској територији Порторико, острвској држави Кариба.

## Демографија
По попису из 2010. године број становника је 1.311, што је 51 (4,0%) становника више него 2000. године.
| Група             | 2000.         | 2010.         |
| Белци             | 9 (0,7%)      | 2 (0,2%)      |
| Афроамериканци    | 257 (20,4%)   | 381 (29,1%)   |
| Азијати           | 16 (1,3%)     | 8 (0,6%)      |
| Хиспаноамериканци | 1.249 (99,1%) | 1.305 (99,5%) |
| Укупно            | 1.260         | 1.311         |